# Dommartin-sous-Amance
Dommartin-sous-Amance – miejscowość i gmina we Francji, w regionie Grand Est, w departamencie Meurthe i Mozela.
Według danych na rok 1990 gminę zamieszkiwały 282 osoby, a gęstość zaludnienia wynosiła 70 osób/km² (wśród 2335 gmin Lotaryngii Dommartin-sous-Amance plasuje się na 767. miejscu pod względem liczby ludności, natomiast pod względem powierzchni na miejscu 1093.).

## Populacja

Populacja Dommartin-sous-Amance w latach 1962–2008